# 鲍勃·伯特韦尔
罗伯特·托马斯·“鲍勃”·伯特韦尔（英語：Robert Thomas "Bob" Burtwell，1927年2月4日—2012年11月22日），加拿大男子篮球运动员。他曾代表加拿大获得1956年夏季奥运会男子篮球比赛第九名。他于2012年在温哥华去世。